# Offer in de Andes
Offer in de Andes is het achtste boek in de serie Dolfijnenkind en het derde in het tweede deel van die serie. Offer in de Andes is uitgegeven voor deel 6 en 7. Het was Lagrous bedoeling de lezer in het ongewisse te laten van de dingen die daarvoor gebeurd waren.

## Korte inhoud
Marijn komt op Long Island erachter dat Talitha nog steeds niets met hem te maken wil hebben. Het eiland wordt al de ganse zomer geteisterd door een hittegolf die iedereen van het eiland heeft weggekregen. Marijns verjaardag is dus absoluut niet leuk, en diezelfde namiddag vertrekken zijn ouders naar Europa. Dan zit hij alleen op het eiland, want behalve Jason heeft hij niemand meer. Ook Derby is verdwenen. Hij is een paar maanden daarvoor vertrokken met een groep dolfijnen. Op de hele vakantie wordt nog een domper gezet als hij een brief krijgt van Bob Thomson, de schatgraver, dat hij die zomer niet kan komen omdat er een vondst is gedaan aan het Titicacameer in Zuid-Amerika. De opgravingen van de Golden Gore moeten nog een jaar wachten. Zacharius sterft op een nogal rare en onnatuurlijke manier. Marijn hoeft niet lang na te denken: hij gaat naar het Titicacameer en uitzoeken wat er gebeurd is. Paul Johnson, de kapitein die hij nog kent van het avontuur in Antarctica, komt voorbij Long Island gevaren. Marijn mag met hem mee. Voor hij vertrekt gebeuren er nog een paar rare dingen, en wanneer hij in Arica in Chili aan land gaat, wordt hij gevolgd. Eenmaal aan het Titicacameer komt hij achter een vreselijke waarheid: niet alleen Bob Thomson is daar, maar ook zijn eerste tegenstander die in april is vrijgelaten.
Het dolfijnenkind (1992) · Het monster uit de diepte (1995) · De poorten van Atlantis (1998) · De schat van de boekaniers (2001) · Verdwenen in de Sargassozee (2005) · Red de dolfijnen! (2007) · Offer in de Andes (2006) · Dolfijnen vrij! (2008) · Dans van de roze dolfijn (2010) · Victoria (2012) — 
Achtergrondboek: Het grote Dolfijnenkindboek (2012)